# Francis Van Wyck Mason
Pour les articles homonymes, voir Wyck (homonymie) et Mason.
Francis Van Wyck Mason, né le 11 novembre 1901 à Boston, au Massachusetts, et mort le 29 août 1978 aux Bermudes, est un écrivain américain, auteur de nombreux romans policiers et d'espionnage, ainsi que d'ouvrages de littérature d'enfance et de jeunesse.

## Biographie
Il naît dans une famille dont les ancêtres sont arrivés en Amérique au XVIIe siècle. Puisque son grand-père est un diplomate américain en poste en Europe, le petit Francis passe les huit premières années de sa vie à Berlin et Paris. Sa famille rentre ensuite en Amérique et s'installe dans l'Illinois, mais, en 1917, alors qu'il est à peine âgé de 16 ans, il retourne en Europe et, pendant la Première Guerre mondiale, s'engage en France comme ambulancier, mais finit par s'enrôler dans l'Armée française où il devient un officier d'artillerie décorée, notamment de la Légion d'honneur. Le Jour de l'armistice, le 11 novembre 1918, il célèbre également son 17e anniversaire, rejoint la United States Army où il est promu au grade de lieutenant. Il retourne ensuite aux États-Unis, termine ses études secondaires et s'inscrit à l'Université Harvard, où il obtient en 1924 un baccalauréat en Sciences. Pendant ses années d'études, « il est arrêté par erreur pour meurtre » parce qu'il a emprunté l'uniforme d'un serveur et qu'il ressemblait au garçon finalement trouvé coupable dans cette affaire.
Après ses études, il ne parvient pas à entreprendre la carrière diplomatique qu'il désire et entreprend de nombreux voyages en Europe, en Russie, au Proche-Orient, aux Indes, en Afrique centrale, participe à une caravane pendant 9 semaines dans les régions désertiques du Sahara et parcourt à cheval l'Amérique centrale.  Il réside à New York et fait partie, de 1924 à 1929, de la cavalerie de la Garde nationale des États-Unis, où il apprend à jouer au polo. Les expériences acquises à cette époque lui sont utiles lorsqu'il décide de se lancer dans l'écriture de romans populaires. Il publie d'abord ses premières nouvelles en 1928, puis un premier roman d'aventures l'année suivante, avant d'amorcer en 1930 une série mi-policière, mi-espionnage ayant pour héros récurrent le colonel Hugh North, un intrépide et séduisant agent secret américain qui est souvent chargé d'éclaircir des affaires criminelles. Ce personnage, qui « préfigure celui de James Bond » apparaît dans une vingtaine de romans et deux recueils de nouvelles.
Pendant la Seconde Guerre mondiale, tout en poursuivant les aventures du colonel North, Francis Van Wyck Mason donne ses premiers romans historiques, dont Stars on the Sea, un des best-sellers de l'année 1940. Après l'attaque de Pearl Harbor, il entend participer à l'effort de guerre. Outre la publication de récits de propagande, il s'enrôle de nouveau dans l'armée et devient le conseiller en Histoire du général Eisenhower. Il est alors promu au grade de colonel.
Francis Van Wyck Mason a également écrit des ouvrages de littérature d'enfance et de jeunesse, notamment ceux parus pendant la Seconde Guerre mondiale sous le pseudonyme de Frank W. Mason.

## Œuvre

### Romans

#### SérieHugh North
- Seeds of Murder (1930)
- The Vesper Service Murders (1931) Publié en français sous le titre Vesper, le meurtrier, traduit par Simone Lechevrel, Paris, Nouvelle Revue Critique, L'Empreinte no 39, 1934 ; réédition, Paris, La Maîtrise du livre, coll. L'Empreinte-Police no 4, 1946
- Fort Terror Murders (1931) Publié en français sous le titre Le Fort de la terreur, traduit par R. Froment-Kindal, Paris, Nouvelle Revue Critique, L'Empreinte no 75, 1935 ; réédition, Paris, La Maîtrise du livre, coll. L'Empreinte-Police no 2, 1946
- The Yellow Arrow Murders (1932)
- The Branded Spy Murders (1932)
- The Shanghai Bund Murders (1933) Publié en français sous le titre L'Affaire du Bund de Shanghai, Montréal, Éditions Moderne limitée, coll. Petit format no 102, 1944
- The Sulu Sea Murders (1933) Publié en français sous le titre La Garnison rouge, traduit par Hélène Jeandidier, Paris, Nouvelle Revue Critique, L'Empreinte no 47, 1934 ; réédition, Paris, La Maîtrise du livre, coll. L'Empreinte-Police no 14, 1947 ; aussi paru sous le titre Les Meurtres de la mer de Soulou, Montréal, Éditions Moderne limitée, coll. Petit format no 103, 1945
- The Budapest Parade Murders (1935) Publié en français sous le titre Les Meurtres de Budapest, Montréal, Éditions Moderne limitée, coll. Petit format no 131, 1947
- The Washington Legation Murders (1935) Publié en français sous le titre Meurtre à la légation, Montréal, Éditions Moderne limitée, coll. Petit format no 137, 1948
- The Hongkong Airbase Murders (1937)
- The Cairo Garter Murders (1938)
- The Singapore Exile Murders (1939) Publié en français sous le titre Alerte à Singapour, Montréal, Éditions Moderne limitée, coll. Petit format no 134, 1947
- The Bucharest Ballerina Murders (1940)
- The Rio Casino Intrigue (1941)
- Saigon Singer (1946)
- Dardanelles Derelict (1949)
- Himalayan Assignment (1952) Publié en français sous le titre Tempête sur l'Himalaya : la mission du Colonel North, traduit par Geneviève Hurel, Paris, Éditions Robert Laffont, collection bleue, 1953
- Two Tickets For Tangier (1955)
- The Gracious Lily Affair (1957)
- Secret Mission to Bangkok (1960)
- Colonel Hugh North Solves The Multi-Million-Dollar Murders (1960), nouvelle version de The Castle Island Case (1937) qui incorpore le colonel North Publié en français sous le titre À coup de poignard, traduction de Jeanne Fournier-Pargoire, Paris, Éditions de Trévise, coll. « Le Cachet » no 27, 1962
- Trouble in Burma (1962) Publié en français sous le titre La fusée perd la tête, Paris, Éditions Robert Laffont, coll. Agent secret no 7, 1964
- Zanzibar Intrigue (1963)
- Maracaibo Mission (1965)
- Deadly Orbit Mission (1968)

#### Autres romans policiers
- Spider House (1932)
- The Castle Island Case (1937)

#### Romans policiers signés Geoffrey Coffin
- Murder in the Senate (1935), en collaboration avec Helen Brawner
- The Forgotten Fleet Mystery (1936), en collaboration avec A. H. Young O'Brien Publié en français sous le titre Le Secret de la flotte oubliée, Montréal, Éditions Moderne limitée, coll. Petit format no 128, 1947

#### Autres romans
- Captain Nemesis (1929)
- Captain Judas (1931)
- Captain Renegade (1932)
- Captain Redspurs (1933)
- The Barbarian (1934)
- Captain Long Knife (1934)
- Lysander of Chios (1935)
- Three Harbours (1938)
- All Save One Shall Die (1939)
- Stars on the Sea (1940)
- Rivers of Glory (1942)
- Eagle in the Sky (1948)
- Cutlass Empire (1949)
- Proud New Flags (1951) Publié en français sous le titre Sept étoiles, traduit par René-Marie Jouan, Paris, Presses de la Cité, collection bleue, 1953
- Golden Admiral (1953)
- Wild Drums Beat (1953), nouvelle version de Captain Renegade
- The Barbarians (1954), nouvelle version de The Barbarian
- Blue Hurricane (1954)
- Silver Leopard (1955)
- Captain Judas (1955), réécriture de la version de 1931
- Our Valiant Few (1956)
- Lysander (1956), nouvelle version de Lysander of Chios
- Captain Nemesis (1957), réécriture de la version de 1929
- Return of the Eagles (1959), nouvelle version de All Save One Shall Die
- The Young Titan (1959)
- Manila Galleon (1961) Publié en français sous le titre Le Galion de Manille, traduit par Geneviève Saunier, Paris, Presses de la Cité, 1964
- The Sea 'Venture (1961)
- Rascals' Heaven (1965)
- Wild Horizon (1966)
- Harpoons in Eden (1969)
- Brimstone Club (1971)
- Log Cabin Noble (1973)
- Trumpets Sound No More (1975)
- Guns for Rebellion (1977)
- Armored Giants (1980), publication posthume

#### Romans signés Ward Weaver
- Hang My Wreath (1941), nouvelle version de Captain Redspurs (1933)
- End Of Track (1943), nouvelle version de Captain Long Knife (1934)

### Recueils de nouvelles

#### SérieHugh North
- The Seven Seas Murders (1936)
- Captain North's Three Biggest Cases (1936)

#### Autre recueil de nouvelles
- Roads to Liberty (1972)

### Nouvelles

#### SérieHugh North
- Murder on Swan Island (1934)
- The Port of Peril (1934), aussi titré The Port of Intrigue Publié en français sous le titre Trois indices et un cadavre, Paris, Fayard, Le Saint détective magazine no 15, mai 1956
- The Repeater (1934), aussi titré Crime of the Legion Publié en français sous le titre Le Récidiviste, Paris, Opta, Mystère magazine no 10, octobre 1948 ; réédition, Paris, Opta, L'Anthologie du Mystère no 4, 1966
- Explosion (1935), aussi titré The Munition Ship Murders
- Shanghai Sanctuary (1935)
- An Enemy at the Dinner Table (1937)
- The Plum Colored Corpse (1956)

#### Autres nouvelles
- The Fetish of Sergeant M’Gourra (1928)
- Previous Rank (1928)
- This Battalion has a Curse on It (1928)
- Do It or Be Court-Martialed (1928)
- Croix de Guerre (1928)
- Brothers in Red  (1928)
- Useless (1928)
- Special Delivery (1928)
- The Trail of Mr. Solingen (1928)
- Poisoned Skies (1928)
- The Sword of Vengeance  (1928)
- The Doubting Legionnaire Terris (1929)
- Death Is Trumps (1929)
- The Sub and the Merchant Prince (1929)
- Arms and the Girl  (1929)
- Polo Par Excellence (1929)
- Sisters of the Sea (1929)
- The Jest of Caid MacGregor (1929)
- Kamerad (1929)
- The Trap-Door of Hell (1929)
- The Word of Adjutant Kent (1929)
- Africa - Uncensored (1929)
- Death's Domain  (1929)
- The Stone of Tanit-Astarte (1929)
- The Goldfish Mutiny (1929)
- Spoils of the Sargasso (1929)
- A Gentleman of Coat Armor (1930)
- Mad Anthony’s Legion  (1930)
- Reynard's Vengeance (1930)
- The Jester's Duel (1930)
- The Morale Breakers (1930)
- The Scourge of Shaitan (1930)
- Thinkinges' Buck (1930)
- Warriors of Fate (1930)
- A Job for the Tanks (1931)
- Black Orchids (1931)
- Buccaneer Trap (1931)
- Fetish Fighters  (1931)
- Ley Fuego (1931)
- Phalanxes of Atlans (1931)
- The Living Juggernaut  (1931)
- The Master of Elephants  (1931)
- The Red Ships of Death  (1931)
- The Tiger of Pnom Kha (1931)
- The Twenty Wicked People (1931)
- The Vanishing Millionaires (1931)
- Always Obey Orders (1932)
- Buffalo Hunter (1932)
- Contraband (1932)
- Desert Vengeance (1932)
- The Girl of Antelope Pass (1932)
- The Jungle Trap (1932)
- The Turquoise Rattler (1932)
- Thirty Seconds Gone (1932)
- Elephant Ju-Ju (1933)
- Emperor's Gold (1933)
- Fangs in the Dark (1933)
- The Fire Bug (1933)
- The Snaring of Sergeant Frost (1933)
- To Be Court-Martialed (1933)
- Voices from the Fog (1933)
- The Steel Legion (1934)
- West Coast Spoils (1934)
- Escape! (1935)
- Lancers, Advance! (1935)
- Mistress Headlong (1935)
- The Enemy's Goal  (1935)
- After The Alamo (1936)
- Before the Alamo  (1936)
- Black Angel Bridge  (1936)
- Hand Drums (1936)
- Special Warden (1936)
- The Broken Wall  (1936)
- The Flame Slayer (1936)
- Gilolo Passage (1937)
- Isles of Doom (1937)
- Old Dog Head (1937)
- Wings over Malekula (1937)
- Midshipman Red Fox (1938)
- Twenty Fathom Terror (1938)
- Valley of the Tigers (1938)
- Pole Star City Case (1939)
- I Start Smoking (1942)
- King of the Lion Hunters (1953)
- The Dawn Hunters (1953)
- Death of a Double Agent (1954)
- Ducks or Death (1954)
- On the Plain of Shahpur (1954)
- Salt-Water Thriller (1957)

### Ouvrages de littérature d'enfance et de jeunesse
- Valley Forge: 24 December 1777 (1950)
- The Winter at Valley Forge (1953)
- The Battle of Lake Erie (1960)
- The Battles for New Orleans (1962)
- The Battle for Quebec (1965)
- The Maryland Colony (1969)

### Ouvrages de littérature d'enfance et de jeunesse signés Frank W. Mason
- Q-Boat (1943)
- Pilots, Man Your Planes (1944)
- Flight Into Danger (1946)

## Adaptations
- 1938 : The Spy Ring, film américain réalisé par Joseph H. Lewis, d'après la nouvelle The Enemy's Goal (1935), avec William Hall, Jane Wyman et Esther Ralston
- 1960 : Rewak le Rebelle (The Barbarians), film italo-américain réalisé par Rudolph Maté, d’après le roman The Barbarians (1954), avec Jack Palance, Milly Vitale et Guy Rolfe

## Sources
- Claude Mesplède (dir.), Dictionnaire des littératures policières, vol. 2 : J - Z, Nantes, Joseph K, coll. « Temps noir », 2007, 1086 p. (ISBN 978-2-910686-45-1, OCLC 315873361), p. 99-100 et 325.
- (en) John M. Reilly (Ed.), Twentieth-century crime and mystery writers, New York, St. Martin's Press, coll. « Twentieth-century writers of the English language », 1982 (réimpr. 1991), 2e éd., 1568 p. (ISBN 978-0-312-82417-4, OCLC 6688156), p. 609-611.
- (en) Catalog of Copyright Entries. Third Series 1962 : January-June, Washington, The Library of Congress, coll. « Copyright Office », 1963, 1166 p..